# Bassa de Can Cardús
La Bassa de can Cardús és una petita bassa artificial, formada en un clot generat per una activitat d'extracció d'àrids
l'any 1992, que des del seu abandonament s'ha anat naturalitzant com a zona humida. Té interès sobretot com a zona on realitzar activitats d'educació ambiental. La Fundació Terra ha realitzat en aquest espai diverses actuacions de restauració i ha impulsat un projecte que, amb el suport de l'Ajuntament d'Esparreguera, pugui contribuir a la potenciació dels seus valors naturals i a l'ús social de l'espai.
La bassa, que és poc fonda i té una superfície d'uns 800 m2, conserva l'aigua tot l'any. Està situada en un clot adjacent
a la carretera d'accés a la urbanització Mas d'en Gall.
Actualment, la vegetació es troba poc desenvolupada i pel que fa al bosc de ribera, apareixen només alguns pollancres,
tamarius i salzes. L'interès de l'espai rau sobretot en la fauna, ja que s'hi ha detectat la presència de 4 espècies d'amfibis (granota verda, reineta, gripau i tòtil). També s'hi ha citat rèptils com la colobra d'aigua, i invertebrats aquàtics, entre els quals destaquen els odonats.
La bassa i el seu entorn són plens de deixalles diverses. L'elevada freqüentació, afavorida per la proximitat de la carretera d'accés a la urbanització, i la presència d'espècies exòtiques són d'altres factors que afecten negativament l'espai.